# 親日派

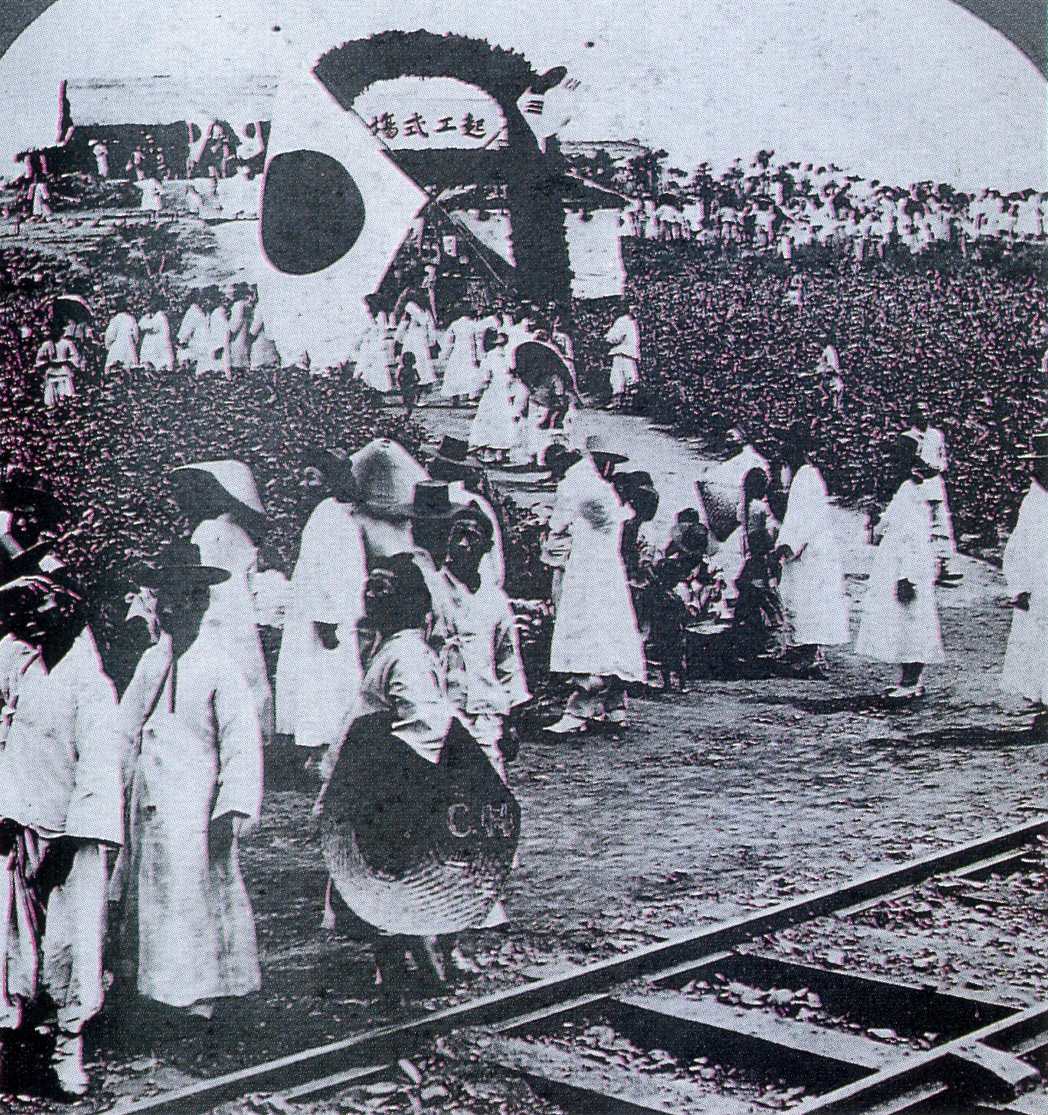
日本が出資した朝鮮, 京城-釜山鉄道開業式典（1901年）

親日派（しんにちは）とは、一般に、日本や日本人や日本文化に好意的な言動を示す外国人 のこと。この意味における「親日派」については「親日」「知日派」を参照のこと。
ここでは韓国と北朝鮮や中国の3カ国では憎悪対象である親日派（チニルパ、朝: 친일파 chin-ilpa、英: Chinilpa、中: 亲日派 qīnrìpài）について述べる。
韓国と北朝鮮や中国では、「親日派」はレッテル貼り（否定的ラベリング）として政敵や他陣営などへの攻撃手段として、国内世論を自陣営に有利に誘導させるために頻繁に使われる。
鄭大均によれば、「親日派」は、韓国では「売国奴」や「非国民」の意味で使用され、反日主義（反日）の側が作り出す「敵の顔」であり、レッテル貼り（否定的ラベリング）であって、社会的実体を意味するわけではなく、反日主義（反日）の側は「親日派」を糾弾することによって、自らの輪郭を確かなものにしていく。国外で独立運動していた僅かな少数派以外、日本統治時代の朝鮮半島で生活していた大多数を全員「親日派」とする見方もある。

## 概要
韓国で李承晩政権の施行した反民族行為処罰法（1948年9月 法第3号）に代表される日本に対する猛烈なネガティブ・キャンペーンによって親日派＝反民族行為者認定と排斥が発生した。

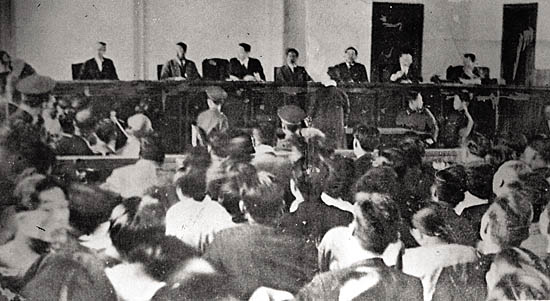
反民族行為特別調査委員会（1949年）

1948年8月の大韓民国政府樹立後、反民族行為処罰法を制定、1948年10月1日には同法に基づき反民族行為特別調査委員会（反民特委）を設置した。しかし、親日派の経歴がある警察幹部らが逮捕されるにいたると、李承晩は1949年6月にソウル市警に反民特委の事務所を包囲、所属の特警隊を解散させた。
その後、反民族行為処罰法が改正されると反民特委の調査委員らが1949年7月に総辞職した。1949年8月に公訴期限が完了、408件の令状が発付された。1949年9月に反民特委調査機関特裁附隨機関廃止法案が可決され、1949年12月には反民族行為裁判機関臨時組織法案が可決された。
特別裁判機関には559件が渡され、このうち221件が起訴された。特別法廷はこのうちの38件を審査し、死刑一件を含む12人に有罪判決を下し刑を執行した。
その他のうち、18人は公民権を停止され、他6人は無罪、残り2人は有罪だが刑の執行は免除された。しかし、最高裁は朝鮮戦争直前の1950年3月、死刑執行を停止した。このような背景から、日本統治時代の反民族行為者の清算が不完全であると考える者も多かった。
2002年2月28日、韓国国会の民族正気を立てる国会議員の会が親日派708人名簿を発表する。2004年3月2日には、それまで何度も不成立となっていた親日反民族特別法が成立した。
日本では韓国に批判的な勢力がこれを冷ややかに受け止めているが、韓国内ではこれを過去清算の一環として支持するもの、傍観するもの、実質的な事後法による処罰であるとして批判する者などもおり反応は様々である。歴史的な人物に関しては李完用や洪思翊などは韓国政府によって親日反民族行為者と認定されている。
しかし判定方法には以下の新聞記事によればいい加減な方法であるとの指摘もある。
2005年には韓国で「親日派」に認定された人物が植民地支配への協力によって不正に入手したとされる財産を没収するための「親日反民族行為者財産の国家帰属に関する特別法」が成立している。
これら親日派と認定された人物はそのほとんどが死去しており、実際にはその子孫からの財産没収となる。そのため、財産権の侵害や親族への連座制ではないかとの指摘もある。
前述の趙英男や『親日派のための弁明』を著したことで韓国内で猛烈な非難を浴びた上に名誉毀損と外患煽動の容疑で告訴され一時逮捕された金完燮のように親日派を自ら名乗る人物も現れた。
下記のように、韓国では「親日派」（親日）であるのを理由として迫害を受ける傾向にある。
2005年8月には、韓国の民間団体民族問題研究所とその傘下の親日人名辞典編纂委員会が独自に認定した日本統治時代の親日家3,090人の実名を記したリスト本が出版され、このリストの中には韓国の知識人が多く含まれている。
例えば大韓民国陸軍参謀総長、韓国首相、国会議長を務めた丁一権、大韓民国国軍初の大将白善燁、大韓民国陸軍少将金錫源、これらの3人は朝鮮戦争の三大英雄と言われる元日本軍憲兵将校である。
他には東亜日報の創立者金性洙、朝鮮日報の社長だった方應謨、大韓民国大統領朴正煕、太極旗を考案した李氏朝鮮の政治家朴泳孝、現行の1万ウォン札に使われている世宗の肖像画を描いた韓国画家の金基昶、大韓民国国歌を作曲した安益泰などが含まれている。
実名を公表された人物や遺族から反発を受けることもある。朝鮮最初の芸術歌曲の『鳳仙花』の作曲家の洪蘭坡は『親日派』と言われていたが華城村では尊敬の対象とされ、音楽家の子孫は洪蘭波たくさんの資料を持っているが、『親日派』の烙印を押されるのを恐れて公開しなかった。このリストの選考基準の客観性に疑問を投げかける論者もおり、李栄薫教授は『日帝時代に文明について学習した人たちや、韓国に現代文明を根付かせた人物たちをすべて否定するものだ。』と唱えていた。
政府レベルとしては2006年12月6日、親日反民族真相糾明委員会が106人を記した名簿を確定し、2007年5月2日に日本の植民地統治に協力した李完用、宋秉畯、高永喜、李載克、趙重應、権重顕ら「親日派」9人について、その子孫らが所有する土地などの財産（時価36億ウォン相当/日本円にして約4億8000万円）を没収することを決定した（ただし先述の親日反民族特別法等の様にこれらの行為は大韓民国憲法における第13条第2項及び3項（いわゆる法の不遡及）、第17条～19条（秘密と自由を保障する条文）に反する。なお大韓民国ではこれ以前にも光州事件特別法に関して大統領のみ在任中の時効を停止するなど事実上罪を遡及させた事例がある）。2010年7月に調査委員会は168人を親日派と認定、子孫が相続した土地など2373億ウォン（約180億円相当）を没収、国有化させるという結論を出した。
金佐鎮の子孫である親朴連帯国会議員金乙東は、親日的人物の子孫は政府機関の要職に任命してはいけないと主張しており、韓国のインターネット上では公論化され実現されるべきであると支持されている。
共に民主党のナンバー2の洪永杓議員も祖父の洪鍾轍が爵位を日本から受けている。中央日報は、韓国の右派を親日派と批判する左派が「民主化運動などで先祖の罪を十分に反省したので全く問題として見ない」としていることを批判している。右派政党の自由韓国党の政治家が安倍晋三首相との面会時に頭を深く下げたとして「親日派DNAはどこに向かうのか」と批判したが、共に民主党のルーツである金大中大統領（当時平和民主党の総裁）は昭和天皇の焼香所で頭を深く下げて哀悼の意を表している。そのため中央日報は、昭和天皇哀悼の姿勢、天皇呼称の公式化など金大中による対日姿勢が、民主党の定義だと「スーパー親日派」になってしまうと指摘している。中央日報は、民主党をつくった金大中が韓国の安保と国益につながるために日本や天皇に対して行ってきたのとは逆に、民主党の後輩たちは「金大中が残した偉大な韓日関係の遺産を壊している」と批判している。
在野においては、1960年代に在野研究者林鐘國の『親日文學論』で明確な親日行為と親日派の定義を与えているのが韓国出版物での初見である。なお、林鐘國の遺志を継ぎ設立されたのが民族問題研究所、及び統一時代民族文化財団とその傘下の親日人名辞典編纂委員会であり、盧武鉉大統領指名の政府委員会である親日反民族行為真相糾明委員会とも構成人員で重複している部分がある。また、同委員会の与党側構成員の中に父親が旧陸軍の憲兵なのに親日派糾弾していたという余りに杜撰すぎる編成、そして事後法ではないかという批判も根強い。
朝鮮語においては「親日派」（親日）は日本語における字義どおりの意味ではなく、意味としては日本語でいう売国奴や非国民に近い意味を伴う。
韓国では公的、狭義には日露戦争以降、日本統治時代における開化派や一進会のメンバーなどを親日反民族行為者とし、また、より広義、一般的な意味としては、韓国と日本が戦うとき、日本の肩を持つ日本びいきの人のことを指す とされる。前者の意味するところは日本語の売国奴に等しいが、後者の場合でも通常反民族的行為と捉えられる。
日本統治時代以降の人物でも日本の統治を肯定・賞賛・賛美したり、領土、慰安婦、教科書、海外遠征売買春など日韓で問題となっている事柄について、日本寄りの意見や、韓国・北朝鮮においてみなされる日本人の右派と同様の発言をしたり（『良心的韓国知識人』）、韓国の冷静さに欠ける行為を批判し、日本と比較して意見すると親日行為ととられ批判の対象となる。特に、同族統治である李氏朝鮮や北朝鮮と比較して、日本の統治を韓国主流の全面否定するということはしない意見を述べた、金完燮、呉善花、韓昇助といった人たちは新親日派と攻撃されていれる。
韓国政界において、政敵を攻撃する場面がしばしば見られる。先祖によるものであっても実際に親日反民族行為が確定すれば失脚は免れない。北朝鮮系WEBサイト「我が民族同士（ウリミンジョッキリ、우리민족끼리）」は、2006年に自民党の招きで来日した朴槿恵を、「日本の歴史歪曲と独島への野望などに言及しなかったことは親日売国行為である」と批判した。また、「東海を『平和海』とすることも検討できる」と述べた盧武鉉大統領も親日と批判された。
韓国政界だけでなく、芸能界でも「親日派」（親日）や倭色は避けるべきタブーとされる。『殴り殺される覚悟で書いた親日宣言』を著した趙英男は、産経新聞とのインタビューで竹島や教科書問題の対応は「日本の方が一段上」と述べたことや、2005年に制定された島根県の竹島の日でさらに高まっていた反日感情のあおりを受け、テレビの司会を降板し親日発言を謝罪した。
さらに、2008年韓国蝋燭デモにおいてデモ隊に反対し一人デモをした学生が親日派と罵られるなど、反民族行為とみなされれば日本に関連していなくても用いられる。
一方、似たような意味の朝鮮語としてイルパ（일빠、ilppa、빠は漢字の派には対応していない）がある。これは、盲目的な熱狂的日本ファンを指し、通常、これに「民族意識を喪失した無思慮な」という意味が付け加えられる。親日派とは語源を異にしているが同様に警告的・侮蔑的な意味で用いられる。一方、イルパでは無思慮さ・無分別さに重点が置かれ、通常政治的、歴史的な意味合いは薄い。
日本留学経験などがあり、日本との人脈、日本への造詣が深く、日本の立場には立たないが、韓国主流のように盲目的な反日しない人たちは知日派と呼ばれている。彼ら自身も親日派と呼ばずに知日派と呼ぶことを求めている。国際交流基金、川越市他共催の第38回・外国人による日本語弁論大会において、『隣の韓国人』を発表した李尚洛（イ・サンラク）のスピーチでも知日派という使用がみられる。また、日本文化、日本人タレントに熱狂するといったような文化面での親日感情を示す若者はイルパと呼ばれ、親日派とはまた別に反民族的だとみなされた扱いと表現を受けて批判される。
松本厚治（在大韓民国日本国大使館参事官）は、「早世した人は別として、世に知られた民族主義者で主義主張をまっとうした人は皆無と言ってよい。重要人物のほとんどが親日派なのは、歴史の真相が親日史だったからである」「研究が進むほどに、朴正煕政権の登場こそ、戦後経済史の分水嶺とみなさざるをえない。果断な決定、実用主義、日本モデルの追求などに特徴づけられるこの時期の韓国国家の行動は、朴正煕の個性を外部に投影したようにさえ見える。彼は現代史の大人物であり、無視することは不可能である。しかし、その出自が真っ黒な親日派なのである」として、「『日帝は極悪であり、韓民族はそれと激越に戦った』という命題と、『その日帝の手先となった親日派を、光復後指導者に戴いた』という命題を両立させる仮説は、結局見出せなかった。両立しないのであれば、いずれかを採り、他を棄てるしかない」と述べている。
2019年4月には韓国で、日本の熊本県のキャラクターのくまモンの靴下を履いていた韓国の国会議員が「親日派」と批判されるキャラクター靴下論争が起きている。2019年8月には日本と韓国の対立において韓国政府の対応を批判する見解を表明した韓国人を「親日派」と主張していたソウル大学校教授の曹国（チョ・グク）前大統領府民情首席秘書官が次期法相候補に指名された。しかし、78億ウォンのファンド・高位公職者として多住宅所有・債務逃れ・親族との不正など数々の疑惑で世論から批判され、「全て手順は適法だが国民情緒に少し乖離することは認める」と表明する事態が起きた。2020年5月の慰安婦の記者会見での告発で、挺対協が資金稼ぎと政治目的で問題の維持と解決阻止に力をいれ、日本で批判されてきた慰安婦ビジネス目的の活動と韓国でも知られたが、政権与党共に民主党、それを支持してきた運動圏と呼ばれる市民団体など韓国の左派らは挺対協に一斉に擁護し、告白した慰安婦を「（慰安婦が）大金に目が眩んだ」「年をとって記憶が歪んだ」と攻撃した。しかし、世論の批判を受けて「親日派や親日勢力の不当な攻撃」「不正会計疑惑だけで攻撃することは親日」主張を変更しているため、朝鮮日報は自陣営で長く活動していた元慰安婦すら韓国右派攻撃に毎回使ってきた親日派レッテルを使ったことを糾弾している。韓国の右派野党未来統合党も彼らは自分たちが批判されると「親日、反日うんぬんと言って韓国国民の『組分け』をする前に、堂々と会計帳簿を公開すればいいだろう」とし、『親日である』という論理で親日派認定に流されやすい韓国国民を味方につけようと誘導する狙いだと指摘した。

## 北朝鮮における「親日派」
- 北朝鮮では親日派と見做された者は、終身で強制収容所に収容されることになっている[62]。

- 北朝鮮は「韓国と違って、親日派を徹底的に排除した。だから、国家の正当性は北朝鮮にこそある。」との韓国左派や日本左派を中心に信じられている[63] 。朝鮮日報は1956年の8月宗派事件の時に金日成の独裁反対派が「土窟の中の人民が飢えと病魔に苦しむ」と表現するほどの北朝鮮経済の現実と共に、金日成が北朝鮮に残留した日本人技術者を独立運動家以上に優遇したことで「親日派重用」を批判された事実などが歴史に残っていることから否定している[5]。さらに朝鮮日報は「1970年代初頭まで北朝鮮のほうが韓国よりも経済優位にあった」ことも、朝鮮戦争で6,7割の稼働率になったものの日本が残した1950年代レベルの産業設備や戦後の共産陣営から国際支援があったからだと指摘して、「北朝鮮政権の業績があるとすれば、そのために親日派を重用し、日本人を優遇した「柔軟性」くらいだろう。」と皮肉っている[5]。1970年代初頭まで北朝鮮が韓国よりも経済優位にあったとの主張も在日朝鮮人帰国者が日本に残った家族に送った手紙や証言から嘘であると指摘している[5]。朝鮮日報は北朝鮮政権の支持者たちが主張する北朝鮮経済の破綻原因を西側諸国の敵対政策・圧力・封鎖など外的要因と主張していることにということも、北朝鮮経済の没落はむしろ1971年の西側諸国による大規模な対北朝鮮投資時期と一致することから嘘だと批判している[5]。実際に金日成独裁体制下でも国際社会からの制裁もなかった時代の北朝鮮は外資運用の失敗により、3年で償還を中断・破綻した。そして、この失敗に対する欲求不満を世界に向けた核兵器など敵対行為で国際社会に示した。そのため、朝鮮日報は「北朝鮮に圧力を加えて封鎖したのは西側諸国ではなく北朝鮮自身だ」と指摘している[5]。

- 韓国の左派から親日派を全て始末したとして国家の正統性は韓国よりもあると信じられている北朝鮮では、金一族への敵対者を「親日派」として殺害や処罰していた一方で、韓国で親日認定される経歴を持つ人々を多数重用していた[6][31]。北朝鮮の最高指導者となった金日成の実の弟で、関東軍の通訳だった金英柱、満州国検事長出身だったが戦後に北朝鮮検察総長・金日成総合大学の教授を務めたハン・ナッキュ、日本統治時代に朝鮮半島の咸興鉄道局長から北朝鮮臨時人民委員会交通局長になったハン・ヒジン、旧日本軍のパイロットから朝鮮人民軍空軍司令官になったイ・ファルらなど親日認定基準を満たす北朝鮮側の人々も日本統治時代の経験への評価から出世している[6]。また北朝鮮では解放時に朝鮮にいた高度な技術を有する日本人エンジニアを抑留し、研究開発業務に使役していた。彼らの待遇は北朝鮮の幹部クラスであったためしばしば一般人民の批判を浴びた。
- 金正恩の母高容姫（コ・ヨンヒ）は在日朝鮮人であるが、彼女の父親が日本軍の兵器製造工場の幹部という説や、彼女の母親が実は日本人であったとする説[64]があるので、北朝鮮国内では彼女に関する報道が非常に少ない[65][66]。